# Tupelovke
Tupelovke (lat. Nyssaceae),  porodica listopadnog grmlja i drveća kojemu pripada tridesetak vrsta. Sastoji se od nekoliko rodova, to su 1) kamptoteka (Camptotheca); 2) golubinje drvo ili davidija (Davidia); 3) tupelo (Nyssa; listopadno grmlje i drveće); 4) Mastixia; 5) Diplopanax; 6) fosilni rod Browniea s vrstom Browniea serrata
Vrsta Močvartna nisa (Nyssa aquatica) raste po močvarama u SAD-u, i poznata je kao i drijen, po svojoj tvrdoći. Rod davidija (Davidia) čini samo jedna vrsta, to je davidovac, golubinje drvo, golublje drvo, drvo maramica ili kineska davidija (Davidia involucrata) koja je u Europu stigla 1897., a 1899. uzgojene su prve sadnice.

## Potporodice i rodovi
1. Familia Nyssaceae Juss. ex Dumort. (38 spp.)
  1. Subfamilia Mastixioideae Harms
    1. Mastixia Blume (22 spp.)

  2. Subfamilia Davidioideae Harms
    1. Davidia Baill. (1 sp.)

  3. Subfamilia Nyssoideae Arn.
    1. Nyssa L. (11 spp.)
    2. Diplopanax Hand.-Mazz. (2 spp.)
    3. Camptotheca Decne. (2 spp.)

## Vanjske poveznice
|  | Zajednički poslužitelj ima još gradiva o temi Nyssaceae |
|  | Wikivrste imaju podatke o taksonu Nyssaceae             |